# Mickey Fondozzi
Mickey Fondozzi es un personaje ficticio que aparece en los cómics estadounidenses publicados por Marvel Comics. El personaje ha sido representado como un aliado del antihéroe Punisher. Fue creado por Chuck Dixon y John Romita, Jr., y apareció por primera vez en The Punisher War Zone Vol. 1, # 1 (marzo de 1992).

## Historial de publicaciones
El personaje apareció por primera vez en un arco de historia que abarcó The Punisher War Zone Vol. 1, # 1-6, y también estuvo presente en # 9-10, # 23, # 31, # 41, y en ambos Anuales de The Punisher War Zone. Las apariciones de Fondozzi en otros títulos incluyen The Punisher War Journal Vol. 1, # 45-47, # 60-61, # 64, # 68 y # 78-79, The Punisher Vol. 2, # 86, # 97-100 y # 102-104, The Punisher Summer Special # 4 y Marvel Knights Vol. 1, # 5 y # 10-11.

## Biografía del personaje ficticio
Un criminal de carrera que vive en Sheepshead Bay, Mickey afirma ser italiano, pero de hecho es albanés.
Mientras roban un restaurante chino donde se retiene el dinero de Triad , Mickey y su pandilla son atacados por el Punisher, quien mata a todos los ladrones, excepto a Mickey. A través de la tortura psicológica, el Punisher obliga a Mickey a patrocinarlo (bajo el alias "Johnny Tower") para ser miembro de los Carbones, una familia criminal de Brooklyn. Cuando Salvatore, el hermano menor del jefe de los Carbones, sospecha de Mickey y "Johnny", los dos lo acusan de deslealtad, y el hermano de Salvatore, Julius, les da permiso para matarlo. El atentado contra la vida de Salvatore sale mal y termina con él cayendo a través del hielo de un lago congelado, donde más tarde lo encuentran las autoridades, que lo admiten en un hospital como John Doe.
Las identidades de Mickey y el Punisher como saboteadores son descubiertas más tarde por Julius, quien ordena su ejecución, aunque los dos son salvados por Shotgun. Punisher le permite a Mickey vivir, con la condición de que se convierta en un informante para él, después de que Mickey lo ayude y Shotgun masacre a los Carbones y al sindicato europeo con el que los Carbones habían planeado unirse en La Isla de Tiburones Durmientes.
Mickey comienza a contrabandear cigarrillos en DeKalb, pero el Punisher cierra su operación, y hace que Mickey ayude a Microchip a espiar a los delincuentes de alto nivel que asisten a una cumbre en Las Vegas. La investigación de Mickey y Microchip los lleva a ser capturados por Hydra, aunque los dos pueden evitar ser ejecutados por la organización al decirle a Werner von Strucker que son miembros del Imperio Secreto. El dúo escapa, rastrea al Punisher hasta un aeropuerto de Nevada y dale a él, a Nómada y a Daredevil un viaje de regreso a la ciudad de Nueva York.
Un grupo de sicarios contratados por Rosalie Carbone persigue a Mickey para obtener información sobre Punisher. Después de ser interrogado por los asesinos, Mickey está encerrado en la cajuela de su automóvil, del cual se escapa debido a que el vehículo fue secuestrado y chocado por una pandilla china.
Punisher acude a Mickey para obtener información sobre cómo visitar a los Yakuza y, después de salvarlo de los gánsteres rusos cuyo envío de carne a Mickey había robado, se entera de que varios señores del crimen extranjeros asistirán a una subasta en Atlantic City. Punisher posteriormente hace que Mickey, que se había dedicado a los dibujos animados de contrabando, le cuente sobre un pornógrafo infantil que vive en Long Island, y lo ayude a rescatar a su perro guardián robado, Max. Salvatore Carbone, que se había convertido en un superhumano llamado Thorn, encuentra y trata de vengarse de Mickey, pero Punisher lo vence.
Mickey y Microchip se unen nuevamente para ayudar al Punisher a infiltrarse y plantar explosivos en la Torre de Manhattan. Cuando Punisher aparentemente muere volando la Torre de Manhattan, Mickey entra en pánico y abandona a Microchip. Mickey se esconde, pero Microchip lo encuentra, quien convence a Mickey para que lo ayude a reconstruir su red de lucha contra el crimen agotado, en la remota posibilidad de que Punisher sobreviviera a la destrucción de la Torre de Manhattan.
Mickey se involucra con los falsificadores, los traiciona y Microchip lo salva de la retribución. Después de que el Punisher lo atrapa tratando de robar números de tarjetas telefónicas en un aeropuerto, Mickey le avisa al vigilante sobre mafiosos rusos que están arreglando un trato con un gánster vietnamita llamado Randy Kwoc. Más tarde, Punisher explota la tienda de Mickey y hace que Mickey le cuente sobre un prometedor narcotraficante conocido como Cringe. Punisher luego se muda al tráiler de Mickey con los dos hackers que había reclutado para reemplazar a Microchip, con quien tuvo una pelea, sin saber que Mickey está secretamente en contacto con Cringe, que es realmente Microchip.
Un agente rebelde de S.H.I.E.L.D. llamado Stone Cold comienza a eliminar a los vigilantes e intenta encontrar al Punisher capturando e interrogando a Mickey. Mientras Stone Cold está cazando el Punisher y el Microchip, Mickey rompe la silla a la que estaba atado y regresa a su remolque, donde se burla de un Bullseye que pasa. Stone Cold vuelve a capturar a Mickey, pero el informante es liberado por agentes de S.H.I.E.L.D.
Más tarde, Mickey tiene información relacionada con un traficante de drogas conocido como Daddy Wronglegs que el Punisher le golpeó. Después de que el auto de Viuda Negra es secuestrado, ella y Dagger rastrean su paradero hasta Mickey's Salvage, un lote de autos que Mickey ha establecido en Weehawken. Usando sus poderes, Dagger puede lograr que Mickey divulgue el paradero del auto de Viuda Negra. Con su alma limpiada por las habilidades de Dagger, Mickey abandona sus costumbres criminales y se vuelve religiosamente devoto; cuando el Punisher encuentra a Mickey en una iglesia de Brooklyn y discierne que ha cambiado genuinamente, el vigilante corta todos los lazos con él, reflexionando: "Así que Mickey Fondozzi encontró la religión. Ya ni siquiera puedes confiar en un soplón".

## Otras versiones
Mickey es "un pequeño soplón pésimo" a quien Punisher solicita en repetidas ocasiones información en The Punisher / Painkiller Jane. Painkiller Jane mata a tiros a Mickey después de que él le dice que vendió al Punisher a un señor del crimen llamado Vinnie Veronica.

## En otros medios
Mickey aparece en la película The Punisher de 2004, donde el personaje pasa a llamarse Mickey Duka y es interpretado por Eddie Jemison. Esta versión es un afiliado de la familia del crimen Saint. Mickey es torturado psicológicamente (en una oportunidad por la recreación de su introducción en los cómics) por el Punisher para ayudarlo a eliminar a los Saints como venganza por eliminar a su familia. Mickey, que en realidad desprecia a los Saints tanto como Castle, se convierte voluntariamente en su topo después y lo ayuda a causar que los Saints se destruyan mutuamente antes de que Castle mate personalmente a Howard Saint.